# FS E.632機関車
E.632とE.633は、イタリア鉄道（FS）により1980年代から導入された電気機関車である。
ニックネームはTigre（虎）である。

## 歴史
E632形・E633形はイタリアの機関車では最初の電機子チョッパ制御車である。E444形005号機による試験の結果が反映されている。両形式の差は歯車比にあり、E632形は高速走行を、E633形は牽引力を重視した設定になっている。
1979年10月11日に初走行。試作機5両と量産機90両が発注された。(E633のうち75両、およびE632形のうち15両が貨物仕様)
1983年からイタリア北部で営業運転を開始した。もっとも成功した機種である。